# Lapis Pollae
Lapis Pollae (укр. Камінь з Полли; II ст. до н. е.) — історична пам'ятка (CIL X 6950), що являє собою мармуровий мильовий стовп (міліарій) з Попілієвої дороги (лат. Via Popilia), що був виявлений у італійському місті Полла. На камені висічено надпис, що містить цінні відомості про римську дорогу та її будівничого, ім'я якого втрачене.
Тест написаний латиною і являє собою елогії, що присвячені невідомому магістрату Римської республіки і розповідають про його діяльність. Надпис досліджувала низка істориків, завдяки чому він отримав назву «Елогії з Полли».

## Історія виявлення та опис пам'ятки
Напис було виявлено наприкінці XV ст. у невеликому місті Полла, що розташоване в долині річки Танагро в області Валло-ді-Діано провінції Салерно регіону Кампанія. Камінь з надписом був вмурований у фасад міської таверни, де і залишався аж до 1934 року, коли йому було споруджено окремий кам'яний постамент.
Камінь являє собою мармурову плиту висотою 70 см і шириною 74 см. Верхня частина каменю відбита і тому не зберігся початок надпису, який мав містити ім'я та посаду автора. Напис є фрагментом мильового стовпа (міліарія) з Via Popilia, на якому записані елогії, що перераховують заслуги невідомого магістрата.

## Текст елогій і його переклад
| Текст оригіналу | Переклад |
| --- | --- |

Римські дороги в провінції Італія
Попілієва дорога (Via Popilia)

| …viam fecei ab Regio ad Capuam et in ea via ponteis omneis miliarios tabelariosque poseivei. Hince sunt Nouceriam meilia LI Capuam XXCIIII Muranum LXXIIII Cosentiam CXXIII Valentiam CLXXX ad fretum ad statuam CCXXXI Regium CCXXXVII. Suma ad Capua Regium meilia CCCXXI et eidem praeter in Sicilia fugiteivos Italicorum conquaeisivei redideique homines DСCCCXVII eidemque primus fecei ut de agro poplico aratoribus cederent paastores forum aedisque poplicas heic fecei | …побудував дорогу від Регія до Капуї та на цій дорозі всі мости, мильові стовпи та табеларії поставив. Звідси до Нуцерії 51 миля, до Капуї 84 до Мурана 74, до Козентії 123, до Валенції 180, до протоки до cтатуї 231, до Регія 237, всього до Капуї до Регія 321. А ще, будучи претором на Сицилії, втікачів рабів італіків зібрав і повернув 917 чоловік. І також перший зробив так, щоб із громадської землі заради хліборобів пішли пастухи. Форум та громадські будівлі тут збудував. |

Текст можна розділити на п'ять частин:
- перша розповідає про будівництво дороги Регій — Капуя, мостів на ній, та розміщення міліаріїв і табеларіїв[a] уздовж дороги;
- друга повідомляє про відстані від каменю до міст Нуцерія (нині Ночера-Інферіоре) та Капуя на північ, Мурани (Морано-Калабро), Козентії (нині Козенца), Валенція (нині Вібо-Валентія), протоки й статуї (що знаходилися у місці під назвою Columna Regina[4]), Регія (нині Реджо-Калабрія) на південь. Нарешті, вказана загальна відстань від Капуї до Регія (321 миля);
- третя частина містить самовихваляння, в якому автор, як намісник Сицилії, приписує собі заслугу в поверненні 917 рабів-утікачів їхнім законним власникам;
- четверта частина інформує про роздачу хліборобам ділянок громадської землі (agro poplico), яку магістрат відібрав у пастухів;
- п'ята й остання є новиною про будівництво в цьому місці тим самим магістратом форуму та громадських будівель.

## Аналіз повідомлення і пошук невідомого магістрата
Надпис зроблений архаїчною латиною — на це вказує систематичне виділення довгих голосних (paastores, заміна i на ei у випадку його подовження), o замість u (Poplico замість publico); все це дозволяє датувати елогії II ст. до н. е.
Італійський вчений Cippo di S. Onofrio у сер. ХХ ст. досліджував Камінь з Полли з метою визначити початкове місце, де він був встановлений, і дійшов до висновку, що відстані, які вказані на камені, є неточними. Зокрема, він вважав, що відстань між Валенцією і Капуєю (84 + 180 = 264 милі) вказана невірно і має бути на 4 милі менше. Сучасні комп'ютерні обчислення підтверджують думку вченого про невідповідність відстаней.
Елогії з Полли вивчав цілий ряд дослідників, які висунули низку гіпотез, кому вони могли бути присвячені:
| Ім'я магістрата (версія)                   | Автор гіпотези     |
| ------------------------------------------ | ------------------ |
| Тіт Анній Луск, консул 153 до н. е.        | Віторіо Бракко     |
| Аппій Клавдій Пульхр, консул 143 до н. е.  | Ж. Вербрюгге       |
| Гай Лелій Сапіенс, консул 140 до н. е.     | М. Адамо           |
| Публій Попіллій Ленат, консул 132 до н. е. | Теодор Моммзен     |
| Тіт Анній Луск Руф, консул 128 до н. е.    | Т. П. Вайзман      |
| Гней Помпей Великий, консул 70 до н. е.    | Ф. Каналі де Россі |

Дослідники звертають увагу, що у тексті елогії згадується Сицилія, відповідно, основною вважається версія Теодора Моммзена, оскільки вона грунтується на тому, що Публій Попіллій Ленат був пропретором провінції Сицилія у 135 до н. е.

## Ager publicus (agro poplico)
Для істориків окремою цікавинкою є повідомлення про конфлікт хліборобів і пастухів за громадські землі (Ager publicus), оскільки це одна з найбільш ранніх згадок про них. Протистояння могло бути між римськими поселенцями (повноправними громадянами), які переважно займалися обробкою землі, і місцевим населенням — луканами, що традиційно тяжіло до скотарства і не мало прав громадянства Риму. Подібні сутички були частим явищем у сер. II ст. до н. е., внаслідок чого підкорені італіки виганялися зі своїх земель і перетворювалися на злиднів, поповнюючи й без того великі маси безправної бідноти.
Російська дослідниця М.Н. Кіріллова вважає, що цей ager publicus міг бути землею, яка була конфіскована у луканів після закінчення Другої Пунічної війни за їх зраду і перехід на сторону Ганнібала.

## Зауваження
1. ↑  Табеларії — невеликі камені прямокутної форми, поставлені між мильовими стовпами.